# Rotó
En física teòrica, un rotó és una excitació elemental o quasipartícula de l'Heli-4 superfluid. La relació de dispersió de les excitacions elementals d'aquest superfluid mostra un augment lineal a partir de l'origen, tot exhibint un primer màxim seguit d'un mínim en energia per moments creixents. Les excitacions de moments en la regió lineal són anomenats fonons; aquells amb moments a prop del mínim són anomenats rotons. Excitacions amb moments a prop del màxim són anomenades maxons.
Originalment, l'espectre del rotó fou introduït fenomenològicament per Lev Landau. Actualment existeixen diferents models teòrics que intenten explicar l'espectre del rotó, amb diferents graus d'èxit i d'aproximació als principis fonamentals. El requisit per a qualsevol model és que pugui explicar no només la forma de l'espectre sinó també altres observables relacionats, com la velocitat de so i el factor d'estructura de l'Heli-4 superfluid. Espectroscòpia de microones i de Bragg s'han emprat per a estudiar l'espectre del rotó de l'Heli.
La condensació de Bose-Einstein dels rotons ha estat proposada i estudiada, però no ha estat encara observada.
El terme «rotó» és també utilitzat per al mode normal quantitzat d'una molècula rotacional lliure.